# バルデガンガ
バルデガンガ（Valdeganga）は、スペイン・カスティーリャ＝ラ・マンチャ州アルバセーテ県のムニシピオ（基礎自治体）。

## 地理
アルバセーテ県の北東部、ラ・マンチュエーラ郡に属する。フカル川の右岸、海抜80mにある。マリーア・クリスティーナ運河にもほど近い。県都アルバセーテからの距離は23km、カサス＝イバーニェスからの距離はは29kmである。

### 人口
| バルデガンガの人口推移 1900－2010                       |
|                                                         |
| 出典:INE（スペイン国立統計局）1900年 - 1991年、1996年 - |

## 経済
バルデガンガの経済活動は農業が主体である。ブドウ、野菜、果物などのほかに、平野では灌漑農法による作物が栽培される。

## 政治
自治体首長はカスティーリャ＝ラ・マンチャ国民党（Partido Popular de Castilla-La Mancha、PPCLM）のフェルミン・ゴメス・サリオン（Fermín Gómez Sarrión）で、自治体評議員は、カスティーリャ＝ラ・マンチャ国民党：6、カスティーリャ＝ラ・マンチャ社会党（Partido Socialista de Castilla-La Mancha、PSCM-PSOE）：1となっている（2011年5月22日の自治体選挙結果、得票順）
| 1999年6月13日自治体選挙 |        |        |          |
| 政党                    | 得票数 | 得票率 | 獲得議席 |
| PSOE                    | 795    | 56.18% | 6        |
| PP                      | 514    | 36.33% | 3        |
| IU                      | 79     | 5.58%  | 0        |

| 2003年5月25日自治体選挙 |        |        |          |
| 政党                    | 得票数 | 得票率 | 獲得議席 |
| PSOE                    | 771    | 55.15% | 5        |
| PP                      | 611    | 43.71% | 4        |

| 2007年5月27日自治体選挙 |        |        |          |
| 政党                    | 得票数 | 得票率 | 獲得議席 |
| PP                      | 815    | 55.67% | 5        |
| PSOE                    | 623    | 42.55% | 4        |
| IU-IC-LM                | 5      | 0.34%  | 0        |

| 2011年5月22日自治体選挙 |        |        |          |
| 政党                    | 得票数 | 得票率 | 獲得議席 |
| PP                      | 894    | 61.19% | 6        |
| PSOE                    | 544    | 37.23% | 3        |

### 司法行政
バルデガンガはアルバセーテ司法管轄区に属す。